# Karl Ratzer
Karl Ratzer (Bécs, 1950. július 4. –) ausztriai cigány gitáros, zeneszerző és énekes.

## Életútja
Karrierje 1964-ben kezdődött, kezdetben autodidaktaként, később olyan barátok támogatásával, mint Richard Schönherz és Hans Salomon. 1964–65-ban Vienna Beatles rock and roll zenekarban játszott. 1964 és 1966 között a The Slaves R&B zenekar, 1967–68-ban The Charles Ryders Corporation beatzenekar, 1969 és 1971 júniusa között a C-Department rockzenekar tagja volt. Ezt követte a Gipsy Love együttes, amelyhez 1971 júniusától 1972-ig tartozott (Kurt Hauenstein, Peter Wolf, Jano Stojka).
1972-ben az Egyesült Államokba költözött és évekig ott élt. Részt vett a "High Voltage" (későbbi nevén "Rufus & Chaka Khan") nevű projektben. Egy ideig Atlantában élt. 1977-ben New Yorkban zenekart alapított Jeremy Steiggel, Dan Wall-lal, Eddie Gómezzel, Joe Chambers-szel és Ray Mantillával. Olyan zenészekkel készített felvételeket, mint Chet Baker, Bob Mintzer, Tom Harrell, Bob Berg, Joe Farrell és Steve Grossman.
1980-ban visszatért Bécsbe, de továbbra is ismert nemzetközi dzsessz-zenészekkel dolgozott együtt, mint Art Farmer, Clark Terry, Lee Konitz, Chaka Khan és Eddie Lockjaw Davis. 1999 és 2003 között a Grazi Zeneművészeti Egyetem (Universität für Musik und darstellende Kunst Graz) vendégprofesszora volt. 2004 óta a Vienna Music Institute (VMI) oktatója.

## Családja
A cigányok lovári népcsoportjához tartozó Bagareschtschi-klán leszármazottja, amely az 1870-es évek környékén érkezett a Havasalföldről Bécsbe. Ausztria 1938-as annektálása után a családnak sok áldozatot kellett gyászolnia – 200 hozzátartozója közül csak néhány családtag élte túl a koncentrációs táborokat. Apja, Karl (1931–2003), nagybátyja, Mongo (1929–2014) és nagynénje, Ceija (1933–2013) azon néhány családtag közé tartozott, akik túlélték a náci terrort. Apai nagyapját a dachaui koncentrációs táborba deportálták, majd Schloss Hartheimbe került, ahol meggyilkolták. Unokatestvére Harri Stojka dzsesszgitáros.

## Diszkográfia
- Gipsy Love (1971)
- Here We Come (1972)
- In Search of the Ghost (1978)
- Street Talk (1979)
- Fingerprints (1979)
- Dancing on a String (1979)
- A Fool for Your Sake (1981)
- Electric Finger (1982)
- Gitarre (Genie & Geschichten) (1982)
- Land of Dreams (1982, Eddie Lockjaw Davis-szel)
- Gitarrenfeuer (1985)
- Serenade (1986)
- A Man and His Guitar (1991)
- Gumbo Dive (1991)
- Waltz for Ann (1993)
- Bayou (1993)
- Happy Floating (1994)
- Coasting (1995)
- Telecats I (1998, Frank Diezzel és Tom Principatóval)
- Saturn Returning (2002)
- Moon Dancer (2002)
- All the Way (2004)
- You've Changed (2011)
- Underground System (2014)
- My Time (2016)
- Tears (2017)
- Lover Man# (2019)
- Occasion (2019)

Karl Ratzer & Ed Neumeister
- Alone Together (2021)[6]